# Yenice, Karacasu
Yenice là một thị trấn thuộc huyện Karacasu, tỉnh Aydın, Thổ Nhĩ Kỳ. Dân số thời điểm năm 2010 là 1.293 người.